# Intermezzo (opera)
Intermezzo – opera komiczna z muzyką i librettem Richarda Straussa.

## Osoby
- Christine – sopran
- Robert Storch, jej mąż – baryton
- Anna – sopran
- Baron Lummer – tenor
- Notariusz – baryton
- Żona Notariusza – sopran
- Stroh – tenor
- Radca Handlowy – baryton
- Radca Prawny – baryton
- Śpiewak – bas
- Franzl – rola mówiona
- Dziewczyna – sopran
- Pokojówka – rola mówiona
- Kucharka – rola mówiona

## Treść

### Akt I
Kompozytor Storch przygotowuje się do wyjazdu do Wiednia wysłuchując jednocześnie utyskiwań żony, która narzeka, że jest przez niego zaniedbywana. Kiedy mąż opuszcza dom, Christine z przyjaciółką wybiera się na ślizgawkę. Poznaje tam barona Lummera, który towarzyszy jej całe dnie w czasie nieobecności męża. Młody człowiek usiłuje wykorzystać znajomość prosząc o pożyczkę, co studzi sympatię okazywaną mu przez Christinę. Nadchodzi telegram adresowany do Storcha: "Kochanie, przyślij mi dwa bilety do opery na jutro. Później spotkamy się w barze, jak zwykle. Twoja Mieze Maier.". Christine odczytawszy dowód zdrady postanawia natychmiast opuścić męża, o czym zawiadamia go telegraficznie.

### Akt II
W wiedeńskim domu Radcy Handlowego gospodarz wraz z Radcą Prawnym, Śpiewakiem i dyrygentem Strohem grają w skata. Kiedy dołącza do nich Storch, poczta doręcza mu telegram żony. Storch wychodzi ochłonąć na Prater. W tym czasie Christine usiłuje namówić Notariusza do natychmiastowego sporządzenia dokumentów rozwodowych. Storch spotyka w parku Stroha, który wyjaśnia mu, że panna Maier jest jego kochanką, a kompromitujący telegram przesłano do domu Storchów omyłkowo. Stroh wyjaśnia nieporozumienie Christinie, która jednak nie jest przekonana o niewinności męża. Po powrocie kompozytora do domu przyjmuje go chłodno i nadal mówi o rozwodzie, do czasu, gdy na jaw wychodzi jej flirt z Baronem Lummerem. Małżonkowie godzą się ze sobą.

## Historia utworu
Libretto Intermezza oparł Strauss na autentycznej historii z własnego życia małżeńskiego. Nieporozumienie z liścikiem od wątpliwej reputacji kobiety miało miejsce w 1902 lub 1903 r. i wywołało małą burzę w domu Straussów. Znana z wybuchowego charakteru Paulina Strauss, żona kompozytora, została w Intermezzu sportretowana jako Christine, Storch to autokarykatura Straussa, pierwowzorem Barona Lummera był pewien młody wydrwigrosz, który swego czasu próbował wykorzystać znajomość z Pauliną, Mitze [Kicia] Maier to Mitze Mücke, dama znana Wiedniowi z nie najlepszego prowadzenia się.
Opera zaskoczyła publiczność wykorzystaniem osobistego życia artysty na scenie, lecz została przyjęta dobrze. Pierwszą wykonawczynią partii Christiny była Lotte Lehmann, pierwszym zaś Storchem - Joseph Correck. W krótkim czasie Intermezzo wystawiono na kolejnych scenach: w Berlinie (1925), Monachium (1926), Wiedniu (1927). Po przerwie wojennej opera trafiła również do Nowego Jorku (1963), Rzymu (1964), Glyndebourne (1974, 1983).
Sławnymi wykonawczyniami partii Christiny były m.in. Elisabeth Söderström, Lucia Popp, Felicity Lott i Hanny Steffek, a w roli jej męża występowali m.in. Dietrich Fischer-Dieskau, Hermann Prey i Renato Capecchi.